# Lâm Thanh Hà
Lâm Thanh Hà (tên tiếng Trung: 林青霞, tên tiếng Anh: Brigitte Lin Ching-Hsia, sinh ngày 3 tháng 11 năm 1954) là một nữ diễn viên điện ảnh nổi tiếng người Đài Loan. Cô được xem là một trong những nữ diễn viên hàng đầu trên màn ảnh Hồng Kông và Đài Loan trong suốt thập niên 1980.

## Tiểu sử
Lâm Thanh Hà sinh ra trong gia đình có cha làm ở xưởng may, mẹ làm nội trợ. Cô là con thứ hai cùng anh cả và cô em gái.
Khi Thanh Hà chuẩn bị vào trung học, gia đình cô chuyển nhà từ một quận phía Nam Gia Nghĩa lên Đài Bắc. Hằng ngày ngoài giờ học, cô còn cùng bạn bè đi xem phim và từ đó cô bắt đầu mơ ước làm diễn viên hoặc giáo viên mẫu giáo. Thanh Hà hoa cười ngọc thốt đoan trang, thời thiếu nữ thật giống Lâm Đại Ngọc, đến trung niên lại giống Tiết Bảo Thoa. Rất nhiều phụ nữ ngày nay đều như thế. Thời thiếu nữ trong lòng là thơ ca, tuổi thanh xuân đa sầu đa cảm, giống hệt như Đại Ngọc. Đến khi bước vào đời, kết hôn, làm vợ, làm mẹ, họ hiểu rằng cần phải lanh lợi tinh ý giữa sự đời, họ càng ngày càng giống Bảo Thoa.

## Sự nghiệp
Năm 1972, khi mới 17 tuổi, Lâm Thanh Hà được đạo diễn Tống Tân Thọ phát hiện và mời đến để ký hợp đồng đóng phim Song Ngoại, chuyển thể từ tiểu thuyết cùng tên của Quỳnh Dao.
Thập niên 1970, Thanh Hà xuất hiện trong rất nhiều bộ phim tình cảm của Đài Loan, và những bộ phim này hầu hết đều dựa trên những cuốn tiểu thuyết của Quỳnh Dao.
Sự nổi tiếng trên màn bạc của Thanh Hà đi liền với những rắc rối trong đời sống riêng của cô. Cô vướng vào mối quan hệ tay ba với hai ngôi sao Tần Hán và Tần Tường Lâm, trong đó Tần Hán lúc này đã là người có gia đình và hai con. Vì những tai tiếng này mà công chúng Đài Loan, vốn rất khó tính với hình tượng của các ngôi sao, bắt đầu lạnh nhạt với các bộ phim của Thanh Hà và sự nghiệp của cô gặp nguy cơ thất bại.

### Trở thành diễn viên hàng đầu Hồng Kông

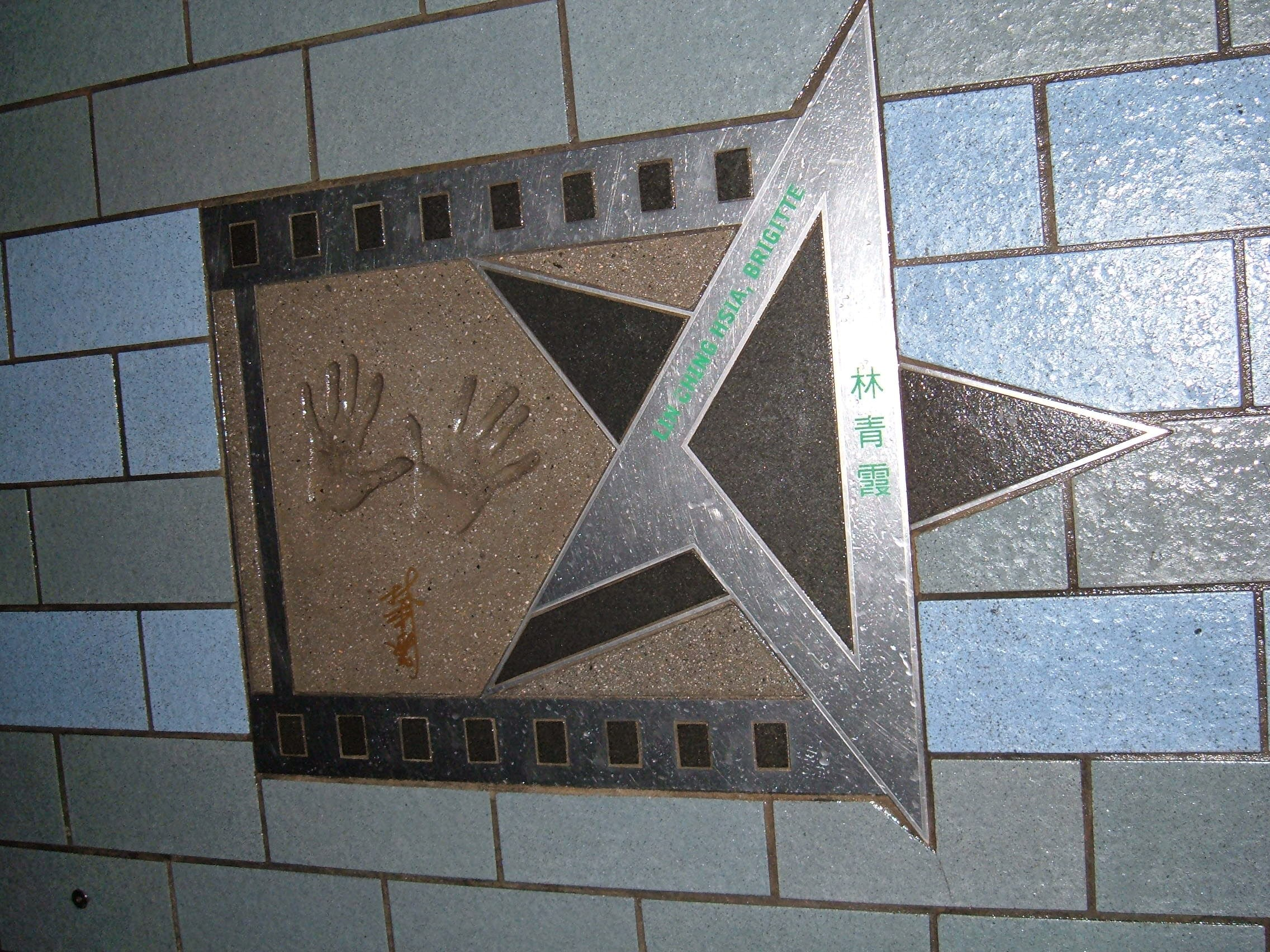
Dấu tay của Lâm Thanh Hà trên Đại lộ Ngôi sao, Hồng Kông.

Đầu thập niên 1980, để tránh những chỉ trích từ dư luận Đài Loan, Lâm Thanh Hà chuyển sang đóng phim ở Hồng Kông. Tại đây cô đã gặp Từ Khắc, đạo diễn và nhà sản xuất đang lên của điện ảnh nước này, và được ông chọn vào vai nữ chính trong bộ phim kiếm hiệp được trông đợi Thục Sơn (蜀山, 1983). Bộ phim sau khi ra mắt đã rất thành công về doanh thu và được xem là tác phẩm cách mạng về mặt kỹ xảo và hình ảnh cho dòng phim kiếm hiệp Hồng Kông, còn vai diễn của Thanh Hà được đánh giá rất cao, cô được đề cử hạng mục Vai nữ chính xuất sắc tại Giải thưởng Điện ảnh Hồng Kông lần thứ 3 (1984) với vai diễn này.
Năm 1985, Thanh Hà được Thành Long mời vào vai nữ chính trong bộ phim mới của anh, Câu chuyện cảnh sát (警察故事). Được xem là một trong những tác phẩm xuất sắc nhất của Thành Long trong giai đoạn ở Hồng Kông, Câu chuyện cảnh sát đã giành được hạng mục Phim hay nhất tại Giải thưởng Điện ảnh Hồng Kông lần thứ 5 còn Thanh Hà cũng được đề cử hạng mục Vai nữ chính thứ hai cho vai nhân chứng được viên cảnh sát Thành Long bảo vệ. Không chỉ thành công với các vai diễn trong phim võ thuật, hành động, Thanh Hà cũng chứng tỏ mình hoàn toàn có khả năng diễn tốt những vai nội tâm phức tạp với bộ phim Đao mã đán (刀馬旦, 1986), một tác phẩm cũng do Từ Khắc đạo diễn.
Đỉnh cao trong sự nghiệp của Thanh Hà ở Hồng Kông là giai đoạn đầu thập niên 1990. Cô liên tục có các vai diễn thành công trong các phim Tiếu ngạo giang hồ chi Đông Phương Bất Bại (笑傲江湖之東方不敗, 1991), Tân Long Môn Khách sạn (新龍門客棧, 1992), Lộc Đỉnh ký (鹿鼎記, 1992), Bạch phát ma nữ truyện (白髮魔女傳, 1993). Đặc biệt vai diễn Đông Phương Bất Bại của Thanh Hà trong Tiếu ngạo giang hồ chi Đông Phương Bất Bại được nhớ đến vì đạo diễn Trình Tiểu Đông đã dám chọn một nữ diễn viên xinh đẹp hàng đầu Hồng Kông vào một vai đàn ông, và Thanh Hà đã không phụ sự tin tưởng của ông khi diễn rất đạt không chỉ những đoạn hành động mà cả những đoạn bộc lộ tình cảm của Đông Phương Bất Bại với Lệnh Hồ Xung (do Lý Liên Kiệt thủ vai). Sau nhiều vai diễn trong các phim hành động và hài, Thanh Hà tham gia hai bộ phim tâm lý của đạo diễn Vương Gia Vệ, Đông Tà Tây Độc (東邪西毒, 1994) và Trùng Khánh Sâm Lâm (重慶森林, 1995). Cả hai vai Mộ Dung Yên (trong Đông Tà Tây Độc) và Người đàn bà không tên (trong Trùng Khánh Sâm Lâm) của Thanh Hà đều được đánh giá cao. Đây là giai đoạn Thanh Hà được xem là ngôi sao nữ hàng đầu của Hồng Kông và là diễn viên yêu thích của nhiều đạo diễn. Từ Khắc đánh giá cô là người không thể thay thế được, còn Châu Tinh Trì khi được phỏng vấn về nữ diễn viên anh yêu thích đã lập tức trả lời rằng đó là Lâm Thanh Hà. Tuy vậy Thanh Hà không có duyên với các giải thưởng điện ảnh, cô chỉ một lần duy nhất đoạt giải Vai nữ chính xuất sắc nhất tại Giải Kim Mã Đài Loan năm 1990 cho phim Cổn cổn hồng trần (滾滾紅塵).
Sau hai vai diễn trong phim của Vương Gia Vệ, Thanh Hà kết hôn với thương gia nổi tiếng họ Hình và đột ngột từ giã điện ảnh. Kể từ năm 1994 cô không còn xuất hiện trong bất cứ bộ phim nào mặc dù đã được nhiều đạo diễn và người hâm mộ đề nghị.

## Đời tư
Lâm Thanh Hà có mối quan hệ kéo dài 19 năm với nam diễn viên Tần Hán, kể từ lúc anh còn đang có gia đình hạnh phúc cho đến khi ly hôn, tuy vậy hai người chưa bao giờ tiến đến hôn nhân. Cô từng đính hôn với Tần Tường Lâm vào năm 1980, sau đó hủy bỏ hôn ước.
Cuối cùng năm 1994 cô kết hôn với Hình Lý Nguyên, một doanh nhân, chủ tịch của tập đoàn Esprit Holdings (hãng giữ bản quyền nhãn hiệu thời trang Esprit nổi tiếng). Năm 1997 ở tuổi 43 cô mang thai con gái đầu lòng và sinh con gái thứ hai vào năm 2001.

## Danh sách phim
(Danh sách không đầy đủ)
| Năm  | Tựa phim                                                          | Ghi chú                                                                         |
| ---- | ----------------------------------------------------------------- | ------------------------------------------------------------------------------- |
| 1973 | Song ngoại (Outside the Window) (窗外)                            | Vai diễn đột phá                                                                |
| 1974 | The River of Cloudy                                               |                                                                                 |
| 1974 | Girl Friend                                                       |                                                                                 |
| 1974 | The House of Love                                                 |                                                                                 |
| 1974 | Long Way From Home                                                |                                                                                 |
| 1974 | Love Love Love                                                    |                                                                                 |
| 1974 | Gone With The Cloud                                               |                                                                                 |
| 1974 | Ghost of the Mirror                                               |                                                                                 |
| 1974 | Moon River                                                        |                                                                                 |
| 1975 | He Loved Once Too Many                                            |                                                                                 |
| 1975 | Bên dòng nước (The Unforgettable Character) (在水一方)            |                                                                                 |
| 1975 | Evergreen Tree                                                    |                                                                                 |
| 1975 | Hot Wave                                                          |                                                                                 |
| 1975 | The Life God                                                      |                                                                                 |
| 1975 | Love Story of Pian Pian                                           |                                                                                 |
| 1975 | Misty Drizzle                                                     |                                                                                 |
| 1975 | Run Lover Run                                                     |                                                                                 |
| 1976 | Autumn Love Song                                                  |                                                                                 |
| 1976 | The Beauty With Two Faces                                         |                                                                                 |
| 1976 | The Chasing Game                                                  |                                                                                 |
| 1976 | Come Fly With Me                                                  |                                                                                 |
| 1976 | Different Love                                                    |                                                                                 |
| 1976 | Forever My Love                                                   |                                                                                 |
| 1976 | Love By Post                                                      |                                                                                 |
| 1976 | My Funny Intern                                                   |                                                                                 |
| 1976 | Tomorrow I'm 20                                                   |                                                                                 |
| 1976 | Yesterday, Today and Tomorrow                                     |                                                                                 |
| 1977 | Tám trăm tráng sĩ (Eight Hundred Heroes)                          | Liên hoan phim châu Á - Thái Bình Dương: Vai nữ chính xuất sắc nhất (Đoạt giải) |
| 1977 | Em là áng mây (Cloud of Romance) (我是一片云)                     |                                                                                 |
| 1977 | Kim Ngọc Lương Duyên Hồng Lâu Mộng (The Dream of the Red Chamber) |                                                                                 |
| 1977 | The Love Affair of Rainbow                                        |                                                                                 |
| 1977 | My Sweet Love                                                     |                                                                                 |
| 1977 | Orchid In The Rain                                                |                                                                                 |
| 1977 | There's No Place Like Home                                        |                                                                                 |
| 1978 | Trăng ảo chim huyền (The Misty Moon) (月朦胧鸟朦胧)               |                                                                                 |
| 1978 | Everywhere Birds Are Singing                                      |                                                                                 |
| 1978 | Love of the White Snake                                           |                                                                                 |
| 1978 | Love's Many Faces                                                 |                                                                                 |
| 1978 | Morning Fog                                                       |                                                                                 |
| 1978 | Tình yêu trong sáng (Love Under a Rosy Sky) (彩霞滿天)            |                                                                                 |
| 1979 | Hạt đậu tương tư (Love Seed) (一顆鶢豆)                           |                                                                                 |
| 1979 | The Choice of Love                                                |                                                                                 |
| 1979 | An Unforgettable Day                                              |                                                                                 |
| 1979 | Wild Goose on the Wing                                            |                                                                                 |
| 1980 | Cúc vạn thọ (The Marigolds) (金盏花)                              |                                                                                 |
| 1980 | Magnificent 72                                                    | Giải thưởng Kim Mã: Nữ diễn viên xuất sắc nhất (Đề cử)                          |
| 1980 | Off to Success                                                    |                                                                                 |
| 1980 | Poor Chasers                                                      |                                                                                 |
| 1980 | The Story of Green House                                          |                                                                                 |
| 1981 | Love Massacre                                                     |                                                                                 |
| 1981 | Women Soldiers                                                    |                                                                                 |
| 1982 | Fantasy Mission Force                                             |                                                                                 |
| 1982 | Burn Phoenix Burn                                                 |                                                                                 |
| 1982 | Lily Under The Muzzle                                             |                                                                                 |
| 1982 | Pink Force Commando                                               |                                                                                 |
| 1983 | Zu Warriors from the Magic Mountain                               | Giải thưởng Điện ảnh Hồng Kông: Nữ diễn viên xuất sắc nhất (Đề cử)              |
| 1983 | Demon Fighter                                                     |                                                                                 |
| 1983 | Gián điệp Dạ Lý Hương (All the Wrong Spies)                       |                                                                                 |
| 1983 | Black and White                                                   |                                                                                 |
| 1983 | Tình Ám Ảnh (By Love Obsessed)                                    |                                                                                 |
| 1983 | Fantasy Mission Force                                             |                                                                                 |
| 1983 | Golden Queen's Commandos                                          |                                                                                 |
| 1984 | Hoàng Phi Hồng: Thiết Kê Đấu Ngô Công (Last Hero In China)        |                                                                                 |
| 1984 | The Other Side of Gentleman                                       |                                                                                 |
| 1984 | Phoenix The Raider                                                |                                                                                 |
| 1985 | Câu chuyện cảnh sát (Police Story)                                | Giải thưởng Điện ảnh Hồng Kông: Nữ diễn viên xuất sắc nhất (Đề cử)              |
| 1985 | Seven Foxes                                                       |                                                                                 |
| 1986 | Đao Mã Đán (Peking Opera Blues)                                   |                                                                                 |
| 1986 | Dream Lovers                                                      |                                                                                 |
| 1986 | True Colours                                                      |                                                                                 |
| 1987 | Hoạch Tài 30 Triệu (The Thirty Million Dollar Rush)               |                                                                                 |
| 1987 | Flag of Honor                                                     |                                                                                 |
| 1987 | Lady in Black                                                     |                                                                                 |
| 1988 | Starry is the Night (今夜星光燦爛)                                |                                                                                 |
| 1989 | Kinh Hồn Ký (驚魂記) (Web of Deception)                           |                                                                                 |
| 1990 | Cổn cổn hồng trần (滚滚红尘)                                      | Giải Kim Mã: Vai nữ chính xuất sắc nhất (Đoạt giải)                             |
| 1991 | Tiếu ngạo giang hồ: Đông Phương Bất Bại                           | Giải thưởng Điện ảnh Hồng Kông: Nữ diễn viên xuất sắc nhất (Đề cử)              |
| 1992 | Tân Long Môn Khách sạn (New Dragon Gate Inn)                      |                                                                                 |
| 1992 | Tân Tuyệt Đại Song Kiều (Handsome Siblings)                       | Giải thưởng Điện ảnh Hồng Kông: Nữ diễn viên xuất sắc nhất (Đề cử)              |
| 1992 | Lộc Đỉnh ký (Royal Tramp)                                         |                                                                                 |
| 1992 | Lộc Đỉnh ký 2: Thần long giáo (Royal Tramp II)                    |                                                                                 |
| 1992 | The Peach Blossom Land                                            |                                                                                 |
| 1993 | Tiếu ngạo giang hồ: Phong Vân Tái Khởi (Swordsman III)            |                                                                                 |
| 1993 | Thủ Đoạn Cua Trai (Boys Are Easy)                                 |                                                                                 |
| 1993 | Hắc Báo Thiên Hạ (The Black Panther Warriors)                     |                                                                                 |
| 1993 | Lục Chỉ Cầm Ma (Deadful Melody)                                   |                                                                                 |
| 1993 | Bạch Phát Ma Nữ Truyện (The Bride with White Hair)                |                                                                                 |
| 1993 | Bạch Phát Ma Nữ Truyện 2 (The Bride with White Hair 2)            |                                                                                 |
| 1993 | Đông Thành Tây Tựu (The Eagle Shooting Heroes)                    |                                                                                 |
| 1994 | Đông Tà Tây Độc                                                   |                                                                                 |
| 1994 | Trùng Khánh Sâm Lâm                                               |                                                                                 |
| 1994 | Hỏa Vân Tà Thần (Fire Dragon)                                     |                                                                                 |
| 1994 | Thiên Long Bát Bộ (The Dragon Chronicles - The Maidens)           |                                                                                 |
| 1994 | Giang Hồ Tam Hiệp (The Three Swordsmen)                           |                                                                                 |
| 1998 | Mĩ thiếu niên chi luyến / Bishonen                                |                                                                                 |
| 2001 | Du Viên Kinh Mộng (Peony Pavilion) 遊園驚夢                       |                                                                                 |